# Josiah Ng
Pour les articles homonymes, voir Onn (homonymie).
Josiah Ng Onn Lam (chinois simplifié : 伍安临 ; chinois traditionnel : 伍安臨 ; pinyin : Wŭ Ānlín; en cantonais jyutping Ng5 On1 Lam4), né le 2 février 1980 à Manille, aux Philippines, est un coureur cycliste sur piste malaisien, reconverti en entraîneur cycliste. Il a remporté la Coupe du monde de keirin en 2003 et 2005-2006 et la médaille d'or dans la même discipline lors des Jeux du Commonwealth 2010.

## Biographie
À l'âge de cinq ans, Josiah Ng est déjà passionné par le cyclisme, qui signifie la liberté pour lui qui a grandi dans une famille chinoise traditionnelle et conservatrice. À l'âge de 13 ans, il quitte la maison de ses parents, située sur la côte ouest des États-Unis, pour rejoindre ses grands-parents sur la côte est. Il y achète son premier vélo de course d'occasion à un voisin  pour 250 dollars, qu'il a gagné en vendant des biscuits faits maison. À 15 ans, il dispute sa première course. Il termine à la dernière place et est dévasté par ce résultat. Alors, il se fixe un objectif de terminer dans les cinq premiers de sa prochaine course, ou s'il n'y parvient pas, d'arrêter de courir. Après s'être beaucoup entraîné, il obtient la cinquième place et décide de continuer dans cette voie. 
Après son retour chez ses parents, il commence à jouer du violon et forme un quatuor à cordes avec son père et ses frères et sœurs. Son père qui n'approuvait pas sa passion pour le cyclisme, lui demande de choisir entre le vélo et la musique lors de son 18e anniversaire. Il suit les conseils de sa grand-mère pour se consacrer à sa passion et décide de faire du vélo, mais est contraint de quitter la maison de ses parents, sans argent et sans toit. Il a traversé cette période difficile avec l'aide d'amis. À 19 ans, il se rend en Malaisie et propose de courir pour ce pays. L'année suivante, il représente pour la première fois la Malaisie lors d'une compétition internationale à l'occasion des championnats d'Asie de cyclisme 2000, à Shanghai.
En 2002, il est sélectionné aux Jeux asiatiques à Busan et termine troisième du keirin. Depuis lors, il obtient plusieurs podiums lors des épreuves de Coupe du monde sur piste. En 2006, il est deuxième au keirin aux Jeux asiatiques et aux championnats d'Océanie. De plus, il participe avec succès pendant plusieurs années aux lucratives compétitions de keirin au Japon.
En 2004, il dispute ses premiers Jeux olympiques, à Athènes. Il atteint la finale du keirin où il prend la sixième et dernière place, il est élu sportif malaisien de l'année. Il s'entraîne et vit avec sa famille à Melbourne à ce moment-là. Il est également sélectionné aux Jeux olympiques de 2008 à Pékin.
Il se classe ensuite à deux reprises parmi les dix premiers des mondiaux 2009. Aux Jeux du Commonwealth de 2010, il remporte la médaille d'or sur le keirin et la médaille de bronze en vitesse par équipes.
En 2013, il est double champion d'Asie de vitesse et du keirin. En décembre de la même année, il est victime d'une grave chute lors de la manche de Coupe du monde d'Aguascalientes, au Mexique. Souffrant de fracture à la clavicule et aux côtes, d'un traumatisme crânien, d'un poumon perforé,, il ne retrouve pas son meilleur niveau à son retour en compétition. Il est néanmoins médaillé de bronze du keirin aux Jeux asiatiques de 2014. Il met fin à sa carrière en 2015, à l'issue des championnats du monde à Saint-Quentin-en-Yvelines en France.
En 2018, il devient entraîneur national thaïlandais des épreuves de sprint sur piste. L'un de ses coureurs, Jai Angsuthasawit gagne la médaille d'or du keirin aux Jeux asiatiques de 2018. Il devance le compatriote et ancien rival de Josiah Ng, Azizulhasni Awang, qui prend la troisième place. Sur les réseaux sociaux, Ng est qualifié de "traître". Il se défend et explique qu'en tant qu'entraîneur débutant dans le métier, il doit acquérir de l'expérience avant de pouvoir être nommé entraîneur national en Malaisie. En février 2019 , il annonce qu'il ouvrirait en Malaisie une « école de cyclisme ».

## Palmarès

### Jeux olympiques
- Athènes 2004
  - 6e du keirin
  - 11e de la vitesse individuelle
- Pékin 2008
  - 7e de la vitesse par équipes
  - 9e du keirin

### Championnats du monde
- Pruszkow 2009
  - 6e de la vitesse par équipes
  - 10e du keirin
- Copenhague 2010
  - 1/16e de finale de la vitesse
- Apeldoorn 2011
  - 15e de la vitesse par équipes
  - 19e du keirin
- Melbourne 2012
  - 12e de la vitesse par équipes
- Minsk 2013
  - 11e du keirin
- Saint-Quentin-en-Yvelines 2015
  - 21e du keirin

### Coupe du monde
- 2002
  - 2e du keirin à Sydney
  - 3e du keirin à Monterrey
- 2003
  - Classement général du keirin
  - 2e du keirin à Moscou
- 2004
  - 3e de la vitesse à Aguascalientes
- 2005-2006
  - Classement général du keirin
  - 2e du keirin à Sydney
  - 3e du keirin à Manchester
- 2009-2010
  - 3e du keirin à Melbourne

### Jeux du Commonwealth
- New Delhi 2010
  -  Médaillé d'or du keirin
  -  Médaillé de bronze de la vitesse par équipes

### Championnats d'Asie
- Bangkok 2007
  -  Médaillé de bronze  de la vitesse
- Nakhon Ratchasima 2011
  -  Médaillé d'argent du keirin
  -  Médaillé de bronze de la vitesse par équipes
- Kuala Lumpur 2012
  -  Champion d'Asie du keirin
- New Dehli 2013
  -  Champion d'Asie de vitesse individuelle
  -  Champion d'Asie du keirin

### Championnats d'Océanie
| Édition / Épreuve | Keirin |
| 2006              | Argent |

### Jeux asiatiques
- Bushan 2002
  -  Médaillé d'argent de la vitesse
- Doha 2006
  -  Médaillé d'argent du keirin
- Guangzhou 2010
  -  Médaillé d'argent du keirin
- Incheon 2014
  -  Médaillé de bronze du keirin